# Деонас, Вадим Владимирович
Вади́м Влади́мирович Деонас (Винокуров) (укр. Вадим Володимирович Деонас (Винокуров); 25 июля 1975, Одесса, УССР, СССР) — украинский футболист, вратарь. До 2003 года носил фамилию Винокуров.

## Клубная карьера
Воспитанник футбольной школы одесского «Черноморца» (тренеры О. Галицкий, В. Фейдман-Сиднев) и киевского РУОР.
Выступал за одесский «Черноморец», иванофранковское «Прикарпатье», «Николаев», днепродзержинскую «Сталь», «Борисфен», «Таврию», липецкий «Металлург», «Торпедо-ЗИЛ», тульский «Арсенал», смоленский «Кристалл», казахстанский «Атырау».
После окончания сезона 2009/10 покинул «Таврию» в статусе свободного агента. Летом 2010 года побывал на просмотре в луцкой «Волыни». В итоге он подписал контракт с мариупольским «Ильичёвцом». В команде он был сменщиком Всеволода Романенко. Всего за «Ильичёвец» он провёл 1 матч в Кубке Украины и 1 матч в молодёжном первенстве. В декабре 2010 года покинул стан команды.
В феврале 2011 года побывал на просмотре в киевской «Оболони». Летом 2011 года перешёл в брестское «Динамо». В январе 2012 года прибыл на просмотр в «Александрию».
По итогам просмотра подписал контракт.

## Тренерская карьера
После завершения карьеры игрока, принял предложение львовских «Карпат», и с февраля 2013 года является тренером вратарей молодёжного и юниорского составов львовян..

## Достижения
- Обладатель Кубка Украины (1): 2009/10